# Black Cake
Black Cake ist eine US-amerikanische Miniserie, basierend auf dem gleichnamigen Roman von Charmaine Wilkerson aus dem Jahr 2022. Die Premiere der Miniserie fand am 1. November 2023 auf dem US-Streamingdienst Hulu statt. Im deutschsprachigen Raum erfolgte die Erstveröffentlichung der Miniserie am 13. März 2024 durch Disney+ via Star als Original.

## Handlung
Eleanor Bennett verliert ihren Kampf gegen den Krebs und hinterlässt ihren Kindern Byron und Benny einen USB-Stick. Nachdem sich die beiden voneinander entfremdeten Geschwister die auf dem USB-Stick befindlichen Sprachaufnahmen ihrer Mutter angehört haben, in denen diese schockierende Familiengeheimnisse und eine unerzählte Geschichte enthüllt, stellen die beiden alles in Frage, was sie über ihre Familie zu wissen glaubten. Byron und Benny legen ihre Differenzen beiseite, um sich mit dem Tod und der mysteriösen Vergangenheit ihrer Mutter auseinanderzusetzen, und begeben sich auf eine Reise voller Entdeckungen und Enthüllungen, die sie von der Karibik nach London und letztlich nach Kalifornien führt und mit dem berühmten jamaikanischen Black Cake ihrer Mutter endet.

## Besetzung und Synchronisation
Die deutschsprachige Synchronisation entstand nach den Dialogbüchern von Rebekka Balogh, Nina Jahn, Martin C. Jelonek und Tobias Ache sowie unter der Dialogregie von Paul Kaiser durch die Synchronfirma Iyuno-SDI Group Germany in Berlin.
| Rolle                       | Schauspieler          | Synchronsprecher       |
| --------------------------- | --------------------- | ---------------------- |
| Eleanor Bennett             | Chipo Chung           | Alexandra Wilcke       |
| Coventina „Covey“ Lyncook   | Mia Isaac             | Julie Bonas            |
| Benedetta „Benny“ Bennett   | Adrienne Warren       | Flavia Vinzens         |
| Byron Bennett               | Ashley Thomas         | Roman Wolko            |
| Charles Mitch               | Glynn Turman          | Samuel Zekarias        |
| Bunny Pringle               | Lashay Anderson       | Derya Flechtner        |
| Gibbs Grant                 | Ahmed Elhaj           | Mik Dankou             |
| Pearl Thomas                | Faith Alabi           | Annabelle Mandeng      |
| Mabel Martin                | Sonita Henry          | Giuliana Jakobeit      |
| Clarence „Little Man“ Henry | Anthony Mark Barrow   | Kevin Kraus            |
| Lin                         | Simon Wan             | Ozan Ünal              |
| Mathilda                    | Jade Eshete           | Leonie Dubuc           |
| Percival Henry              | Samuel Lorenzo Bulgin | Nick Forsberg          |
| Marc                        | Daniel Bonjour        | Sascha Krüger          |
| Lynette                     | Rebecca Naomi Jones   | Greta Galisch de Palma |
| Leonard Pringle             | Jahmone Duhaney       | Marco Wittorf          |
| Edwina Barrett              | Leah Walker           | Lin Gothoni            |
| Eleanor „Elly“ Douglas      | Karise Yansen         | Moira May              |
| Dr. Lee                     | Rita Estevanovich     | Yasemin Tolaz          |
| Dale Barrowman              | Meinhard St. John     | Tim Moeseritz          |
| Lorna Murray                | Kudzai Sitima         | Mascha Raykhman        |
| Pepper Quintrell            | Izaiah Calder Tintner | Helena Halle           |
| Theo Quintrell              | Lawrence Oswald       | Oskar Makino           |
| Mrs. Quintrell              | Rebecca Calder        | Cornelia Waibel        |

## Episodenliste
| Nr. | Deutscher Titel         | Originaltitel | Erstveröffentlichung (USA) | Deutschsprachige Erstveröffentlichung (D/A/CH) | Regie             | Drehbuch                              |
| --- | ----------------------- | ------------- | -------------------------- | ---------------------------------------------- | ----------------- | ------------------------------------- |
| 1   | Covey                   | Covey         | 1. Nov. 2023               | 13. März 2024                                  | Natalia Leite     | Marissa Jo Cerar                      |
| 2   | Coventina               | Coventina     | 1. Nov. 2023               | 13. März 2024                                  | Natalia Leite     | Marissa Jo Cerar & Heather Jeng Bladt |
| 3   | Eleanor                 | Eleanor       | 1. Nov. 2023               | 13. März 2024                                  | Natalia Leite     | Marissa Jo Cerar & Ihuoma Ofordire    |
| 4   | Mrs. Bennett            | Mrs. Bennett  | 8. Nov. 2023               | 13. März 2024                                  | Tara Nicole Weyr  | Kara Smith                            |
| 5   | Mutter                  | Mother        | 15. Nov. 2023              | 13. März 2024                                  | Tara Nicole Weyr  | Hayley Tyler                          |
| 6   | Ma                      | Ma            | 22. Nov. 2023              | 13. März 2024                                  | Mario van Peebles | Yasmin Almanaseer                     |
| 7   | Leibliche Mutter        | Birth Mother  | 29. Nov. 2023              | 13. März 2024                                  | Zetna Fuentes     | Marissa Jo Cerar & Hayley Tyler       |
| 8   | Das „Nine Night“-Ritual | Nine Night    | 6. Dez. 2023               | 13. März 2024                                  | Zetna Fuentes     | Marissa Jo Cerar                      |